# Dióxido de carbono
El dióxido de carbono (fórmula química CO2) es un compuesto de carbono  y 
oxígeno que existe como gas incoloro en condiciones de temperatura y presión estándar (TPS). 
Antes de las normas de la IUPAC de 2005, era también conocido como anhídrido carbónico. Este compuesto químico está compuesto de un átomo de carbono unido con enlaces covalentes dobles a dos átomos de oxígeno. El CO2 existe naturalmente en la atmósfera de la Tierra como gas traza en una fracción molar de alrededor de 400 ppm. La concentración actual es de alrededor 0,04 % (410 ppm) en volumen, un 45 % mayor a los niveles preindustriales de 280 ppm. Fuentes naturales incluyen volcanes, aguas termales, géiseres y es liberado por rocas carbonatadas al diluirse en agua y ácidos. Dado que el CO2 es soluble en agua, ocurre naturalmente en aguas subterráneas, ríos, lagos, campos de hielo, glaciares y mares. Está presente en yacimientos de petróleo y gas natural.
El CO2 atmosférico es la principal fuente de carbono para la vida en la Tierra y su concentración preindustrial desde el Precámbrico tardío era regulada por los organismos fotosintéticos y fenómenos geológicos. Como parte del ciclo del carbono, las plantas, algas y cianobacterias usan la energía solar para fotosintetizar carbohidratos a partir de CO2 y agua, mientras que el O2 es liberado como desecho. Las plantas producen CO2 durante la respiración nocturna.
Es un producto de la respiración de todos los organismos aerobios. Regresa al agua por las branquias de los peces y al aire mediante los pulmones de los animales terrestres, incluidos los humanos. Se produce CO2 durante los procesos de descomposición de materiales orgánicos y la fermentación de azúcares en la fabricación de vino, cerveza y pan. También se produce por la combustión de madera (leña), carbohidratos y combustibles fósiles como el carbón, la turba, el petróleo y el gas natural. 
Respiración celular (mitocondrial):
{\displaystyle {\ce {C6H12O6 + 6O2 -> 6H2O + 6CO2 + 38ATP}}}
Es un material industrial versátil usado, por ejemplo, como un gas inerte en soldadura y extintores de incendio, como presurizador de gas en armas de aire comprimido y recuperador de petróleo, como materia prima química y en forma líquida como solvente en la descafeinización y secador supercrítico. Se agrega a las bebidas y en gaseosas incluidas la cerveza y el champán para agregar efervescencia. Su forma sólida es conocida como «hielo seco» y se usa como refrigerante y abrasivo en ráfagas a presión.
El dióxido de carbono es un importante gas de efecto invernadero. La quema de combustibles de carbono desde la Revolución Industrial ha aumentado rápidamente su concentración en la atmósfera, lo que ha llevado a un calentamiento global. Es además la principal causa de la acidificación del océano, ya que se disuelve en el agua formando ácido carbónico.

## Descubrimiento

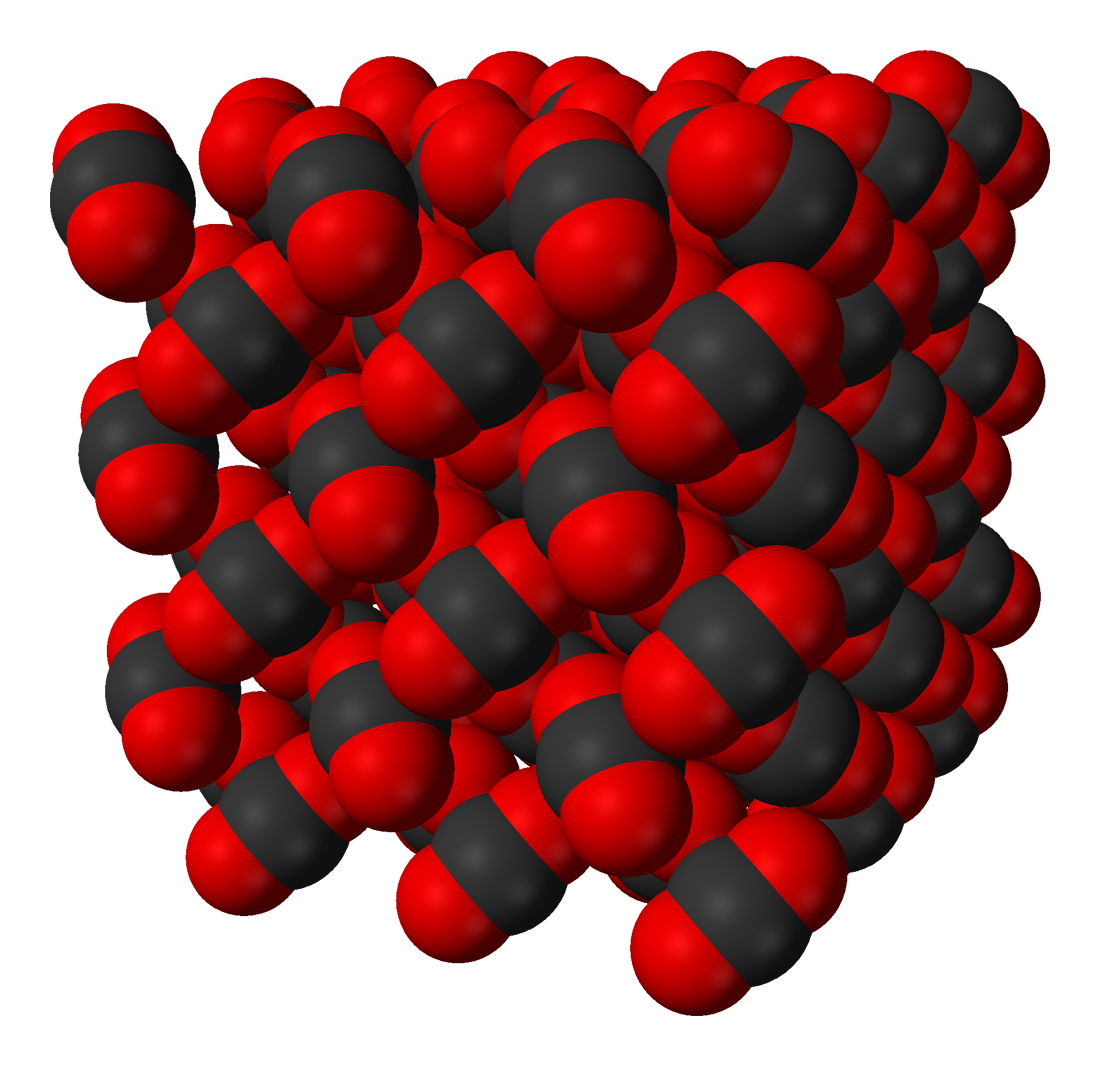
Estructura cristalina del hielo seco

El dióxido de carbono fue uno de los primeros gases en ser descritos como una sustancia distinta del aire respirable. En el siglo XVII, el químico flamenco Jan Baptist van Helmont observó que cuando se quema carbón en un recipiente cerrado, la masa resultante de la ceniza era mucho menor que la del carbón original. Su interpretación fue que el carbón fue transformado en una sustancia invisible que él llamó un «gas» o «espíritu silvestre» (spiritus sylvestre).
Las propiedades del dióxido de carbono fueron estudiadas con mayor profundidad en 1750 por el médico escocés Joseph Black, quien encontró que la piedra caliza (carbonato de calcio) al calentarse o tratarse con ácidos producía un gas incoloro que llamó «aire fijo». Observó que el aire fijo era más denso que el aire atmosférico y que no sustentaba la llama de una combustión ni a la vida animal. Black también encontró que al burbujear a través de una solución acuosa de cal (hidróxido de calcio), se precipitaba carbonato de calcio. Posteriormente se utilizó este fenómeno para ilustrar que el dióxido de carbono se produce orgánicamente por la respiración animal y la fermentación microbiana. En 1772, el químico inglés Joseph Priestley publicó un documento titulado Impregnación de agua con aire fijo en el que describía un proceso de goteo de ácido sulfúrico (o aceite de vitriolo, como Priestley lo conocía) en tiza para producir dióxido de carbono, obligando a que el gas se disolviera; agitando un cuenco de agua en contacto con el gas, obtuvo agua carbonatada. Esta fue la invención del agua carbonatada.
El dióxido de carbono se licuó primero (a presiones elevadas) en 1823 por Humphry Davy y Michael Faraday. La primera descripción de dióxido de carbono sólido fue dada por Charles Thilorier, quien en 1834 abrió un recipiente a presión de dióxido de carbono líquido, solo para descubrir que el enfriamiento producido por la evaporación rápida del líquido produjo «nieve» de dióxido de carbono sólido (nieve carbónica).

## En la atmósfera
El dióxido de carbono está presente, en forma gaseosa, en las atmósferas de varios planetas del sistema solar. Entre ellos, Venus, la Tierra y Marte. En los casos de Venus y Marte, sus atmósferas contienen más de un 95 % de CO2. En el caso de la Tierra, esta concentración es mucho menor, de alrededor de un 0,042 % (unas 421 ppm). 
La concentración de CO2 en la atmósfera terrestre ha variado a través de las edades. En el periodo devónico se produjo una elevada concentración de CO2 atmosférico sobre las 3000 ppm (muy por encima de las actuales 421 ppm) y se verificó una extinción masiva hace 400 millones de años. Por otro lado, en el periodo jurásico (hace 150 millones de años), los niveles superaron las 1700 ppm. La alta presencia se ha relacionado con un intenso vulcanismo y una alta temperatura ambiente en esos periodos.

La curva de Keeling muestra las concentraciones atmosféricas de CO_{2} medidas en el Observatorio de Mauna Loa

Actualmente, el dióxido de carbono representa menos de un 1% del volumen de la atmósfera de la Tierra (lo que lo incluye dentro del concepto de gas traza). En el año 2018 tenía una concentración de 407,8 partes por millón en volumen. Esta cifra es una media anual, pero la concentración atmosférica de CO2 muestra estacionalidad, es decir, fluctúa ligeramente a lo largo del año. Esto se debe a la variación que se produce en la masa vegetal presente en el hemisferio norte como consecuencia del cambio de las estaciones. Desde la segunda mitad de la primavera hasta el final del verano en el norte, las plantas están en su mayor desarrollo, lo que hace que consuman más CO2 y se reduzca la concentración de este en la atmósfera. Por el contrario, durante el otoño y el invierno del norte, las plantas entran en estado latente o mueren y se descomponen, lo que hace que consuman menos CO2 y aumente la concentración de este en la atmósfera. Las concentraciones varían también a nivel regional, con más fuerza cerca del suelo con variaciones mucho menores en lo alto. En las zonas urbanas las concentraciones son generalmente más altas y en el interior de viviendas se pueden alcanzar concentraciones de 10 veces el nivel ambiental.
La combustión de combustibles fósiles y la deforestación han provocado un aumento de la concentración atmosférica de CO2 cercana al 43 % desde el comienzo de la era de la industrialización. La mayor parte del dióxido de carbono de las actividades humanas es liberado por la quema de carbón y otros combustibles fósiles. Otras actividades humanas, como la deforestación, la quema de biomasa y la producción de cemento también producen CO2. Los volcanes emiten entre 0,2 y 0,3 mil millones de toneladas de CO2 por año, en comparación con los cerca de 29 mil millones de toneladas por año de CO2 emitido por las actividades humanas. Hasta el 40 % de los gases emitidos por algunos volcanes en erupción subaérea es dióxido de carbono.

### Dióxido de carbono y efecto invernadero

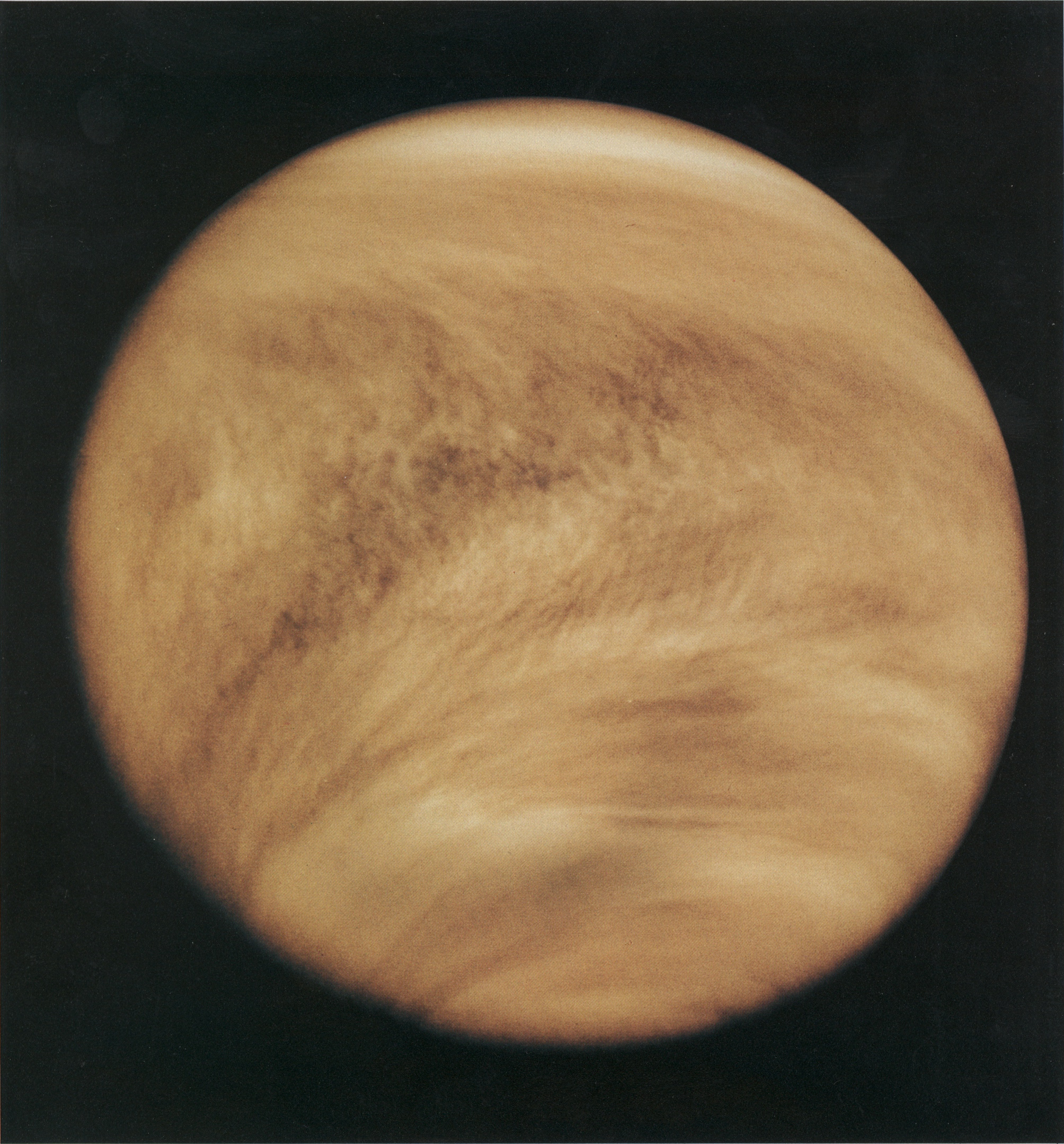
La atmósfera del planeta Venus se encuentra en un estado de efecto «superinvernadero» debido al dióxido de carbono.

El dióxido de carbono es un gas de efecto invernadero, que absorbe y emite radiación infrarroja en sus dos frecuencias de vibración activas en infrarrojos. Este proceso hace que el dióxido de carbono caliente la superficie y la atmósfera inferior y enfríe la atmósfera superior. 
El caso más extremo de este efecto invernadero es el que se da en la atmósfera del planeta Venus. En la atmósfera de este planeta, que tiene una concentración del 96,5 % de dióxido de carbono, las capas gaseosas de este gas, combinadas con ácido sulfúrico, calientan la atmósfera sometida a una presión de 94 atmósferas terrestres creando una temperatura de superficie de centenares de grados Celsius.
En el caso del planeta Marte, su atmósfera contiene más de un 95,3 % de CO2 en forma gaseosa y debido a sus bajas temperaturas está presente como un sólido en sus casquetes polares. A pesar de la elevada presencia de CO2 en la atmósfera de Marte, este planeta no presenta efecto invernadero ya que su tenue atmósfera con una baja presión atmosférica quizás podría impedir la sustentación hidrodinámica de nubosidades de este gas.

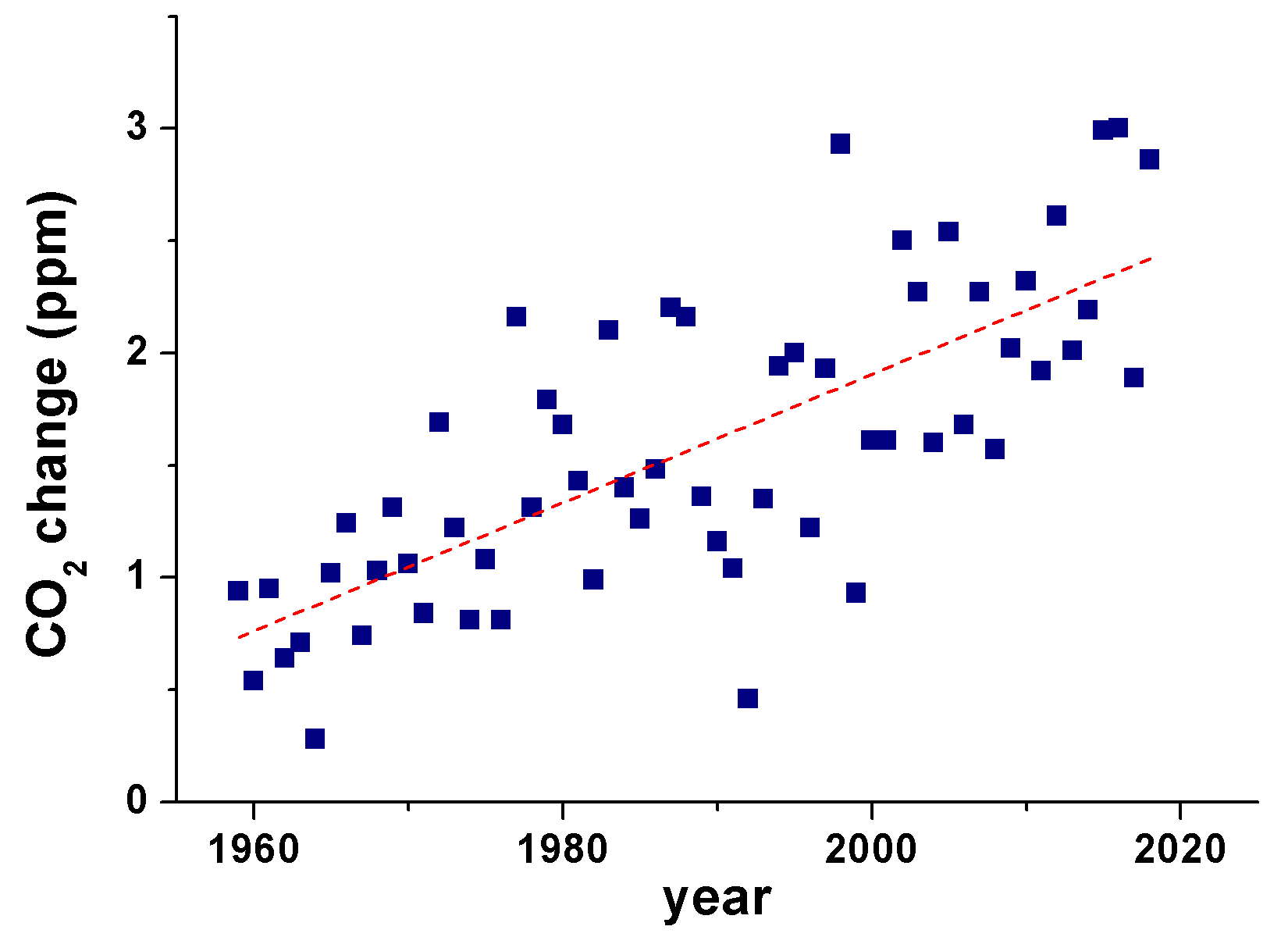
Incremento anual del CO_{2} en la atmósfera terrestre: en la década de 1960 el incremento fue el 37 % del aumento promedio 2000–2007.

En el caso de la Tierra, una gran mayoría de climatólogos coinciden en que el aumento en la concentración atmosférica de CO2, y por lo tanto en el efecto invernadero inducido por CO2, es la principal razón del aumento de la temperatura media global desde mediados del siglo XX. Aunque el principal gas de efecto invernadero responsable por el calentamiento es el dióxido de carbono, también contribuyen el metano, el óxido nitroso, el ozono, y otros gases de efecto invernadero de larga vida. El CO2 es el más preocupante, ya que ejerce una mayor influencia de calentamiento total que todos los otros gases combinados, y porque tiene una larga vida atmosférica. Según el IPCC, más de la mitad del CO2 emitido tarda un siglo en eliminarse de la atmósfera y cerca del 20% del CO2 emitido se mantendrá en la atmósfera durante milenios.
No solo el aumento de las concentraciones de CO2 conducen a aumentos en la temperatura de la superficie del planeta, sino que el aumento de las temperaturas globales también causan un aumento de las concentraciones de CO2. Esto produce una retroalimentación positiva a los cambios inducidos por otros procesos, como los ciclos orbitales. Hace quinientos millones de años la concentración de dióxido de carbono era 20 veces mayor que la de hoy, disminuyó a 4-5 veces durante el período Jurásico y luego declinó lentamente con una reducción particularmente veloz que ocurrió hace 49 millones de años.

Las concentraciones locales de dióxido de carbono pueden alcanzar valores altos cerca de fuentes fuertes, especialmente aquellas que están aisladas por el terreno circundante. En las aguas termales de Bossoleto cerca de Rapolano Terme en la Toscana (Italia), situada en una depresión en forma de cuenco de aproximadamente 100 m de diámetro, las concentraciones de CO2 suben más del 75 % durante la noche, lo suficiente para matar insectos y animales pequeños. Después del amanecer el gas se dispersa por convección durante el día. Las altas emisiones de CO2 al aire —producidas por la perturbación del agua profunda del lago, saturada con CO2— se cree que causaron 37 muertes en el Lago Monoun (Camerún) en 1984 y 1700 víctimas en el lago Nyos (Camerún) en 1986.

## Uso industrial

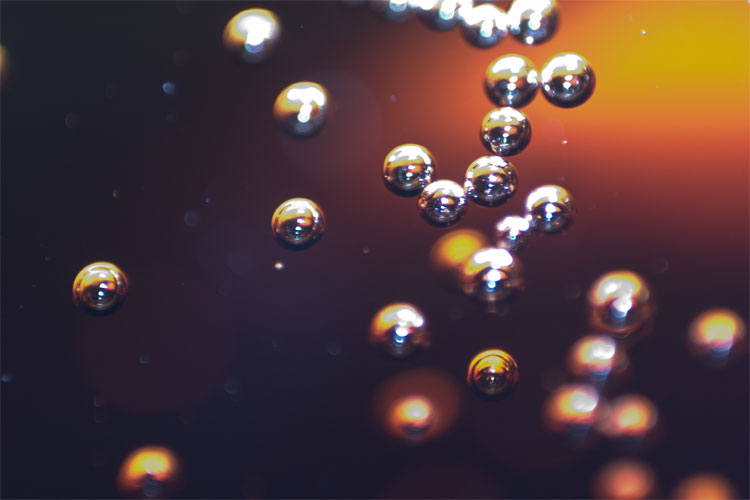
Burbujas de dióxido de carbono en una bebida

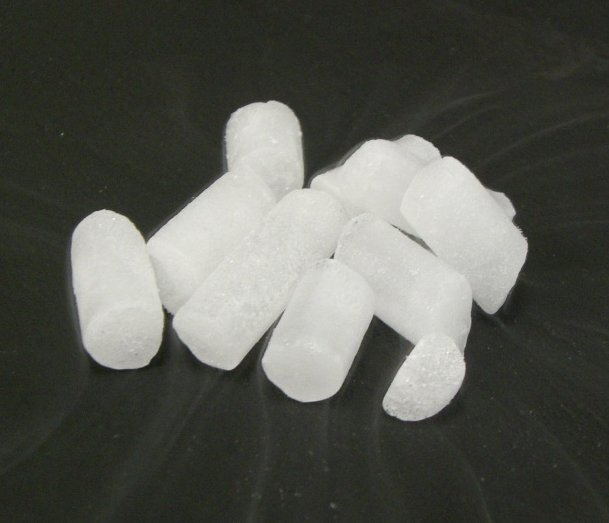
Perdigones de «hielo seco»

Presenta diferentes usos de carácter industrial. A nivel mundial, su principal uso es en pozos de petróleo para la mejora de la cantidad de crudo de petróleo extraído, fundamentalmente en Estados Unidos de América.
También se utiliza como agente extintor eliminando el oxígeno encontrado en ese espacio, e impidiendo que se genere una combustión.
En la industria alimentaria, se utiliza en bebidas carbonatadas para darles efervescencia.
También se puede utilizar como ácido inocuo o poco contaminante. La acidez puede ayudar a cuajar lácteos de una forma más rápida y por tanto barata, sin añadir ningún sabor, y en la industria se puede utilizar para neutralizar residuos alcalinos sin añadir otro ácido más contaminante como el sulfúrico.
En agricultura, se puede utilizar como abono. Aunque las plantas no pueden absorberlo por las raíces, se puede añadir para bajar el pH, evitar los depósitos de cal y hacer más disponibles algunos nutrientes del suelo.
Se utiliza en invernaderos y cultivos interiores para aumentar el CO2 del ambiente mediante combustión (propano o gas natural) o inyección de CO2 líquido puro y conseguir un aumento de la cosecha.
También en refrigeración se utiliza como una clase de líquido refrigerante en máquinas frigoríficas o congelado como hielo seco. Este mismo compuesto se usa para crear niebla artificial y apariencia de hervor en agua en efectos especiales en el cine y los espectáculos.
Otro uso que está incrementándose es como agente extractor cuando se encuentra en condiciones supercríticas, dada su escasa o nula presencia de residuos en los extractos. Este uso actualmente se reduce a la obtención de alcaloides como la cafeína y determinados pigmentos, pero una pequeña revisión por revistas científicas puede dar una visión del enorme potencial que este agente de extracción presenta, ya que permite realizar extracciones en medios anóxidos, lo que permite obtener productos de alto potencial antioxidante. La temperatura y presión críticas del dióxido de carbono se puede modificar mediante la adición de otras sustancias conocidas como fluidos dopantes, lo que es útil para determinadas aplicaciones, como su uso en ciclos termodinámicos para la generación de electricidad. La combinación del CO2 con dichos fluidos se denomina mezcla de dióxido de carbono supercrítica.
Es utilizado también como material activo para generar luz coherente (láser de CO2).
Junto con el agua, es el disolvente más empleado en procesos con fluidos supercríticos.

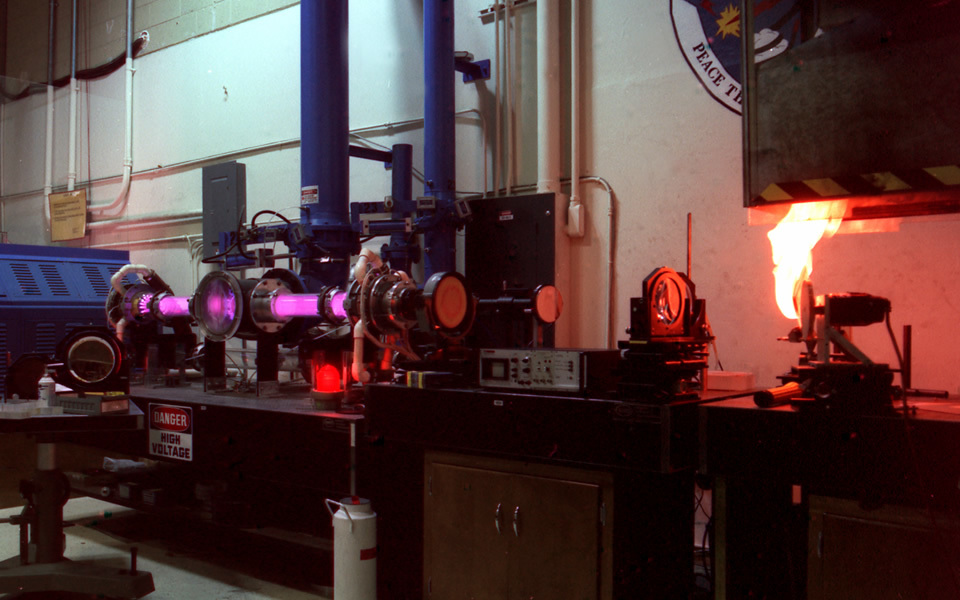
Láser de dióxido de carbono para experimentación

El dióxido de carbono es un producto secundario no deseado en muchos procesos químicos a gran escala, como la oxidación selectiva de hidrocarburos a oxigenados. El dióxido de carbono es el producto termodinámicamente favorecido en cada reacción de oxidación. Por lo tanto, el reto en el desarrollo de estos procesos es encontrar un catalizador adecuado y condiciones de proceso que permitan la producción del producto diana termodinámicamente menos favorecido y minimice la producción de dióxido de carbono.

## Uso médico del dióxido de carbono
- Como agente de insuflación en cirugías laparoscópicas.
- Como agente de contraste en radiología de vasos sanguíneos.
- En láser de CO2.
- Como agente para ventilación mecánica en cirugías.
- En tratamiento de heridas craneales y úlceras agudas y crónicas.
- En tratamientos estéticos.
- En tratamiento de problemas circulatorios.[32]

## Fuente de oxígeno
El astromóvil Perseverance llevó a Marte un módulo denominado MOXIE – Mars Oxygen ISRU Experiment  (Experimento ISRU de Oxígeno en Marte), un dispositivo de utilización de recursos in situ cuyo fin es producir oxígeno a partir de la atmósfera de Marte, la cual está compuesta por dióxido de carbono. Esta tecnología basada en la electrólisis podría ser considerada en el futuro para mantener la vida humana o hacer combustible de cohete para misiones de retorno. El MOXIE logró producir oxígeno a partir de CO2 atmosférico marciano a pequeña escala. A continuación se muestra la reacción neta:
{\displaystyle {\ce {2CO2 -> 2CO + O2}}}

## Detección y cuantificación
El dióxido de carbono puede ser detectado cualitativamente en la forma de gas por la reacción con agua de barita (Ba(OH)2) con la cual reacciona formando carbonato de bario, un precipitado blanco insoluble en exceso de reactivo pero soluble en soluciones ácidas. La cuantificación de dióxido de carbono se hace por métodos ácido-base en forma indirecta y por métodos instrumentales mediante infrarrojo.